# 707
El 707 (DCCVII) fou un any comú començat en dissabte del calendari julià. L'ús del nom «707» per referir-se a aquest any es remunta a l'alta edat mitjana, quan el sistema Anno Domini esdevingué el mètode de numeració dels anys més comú a Europa.

## Esdeveniments
- Primera d'una sèrie de ràtzies que pateixen les Illes Balears. Aquesta és comandada per Abd-Al·lah ibn Mussa, procedent de Sicília i Sardenya.
- Fundació de l'hospital de Damasc